# Mehrfamilienhaus Catharinenstraße 61

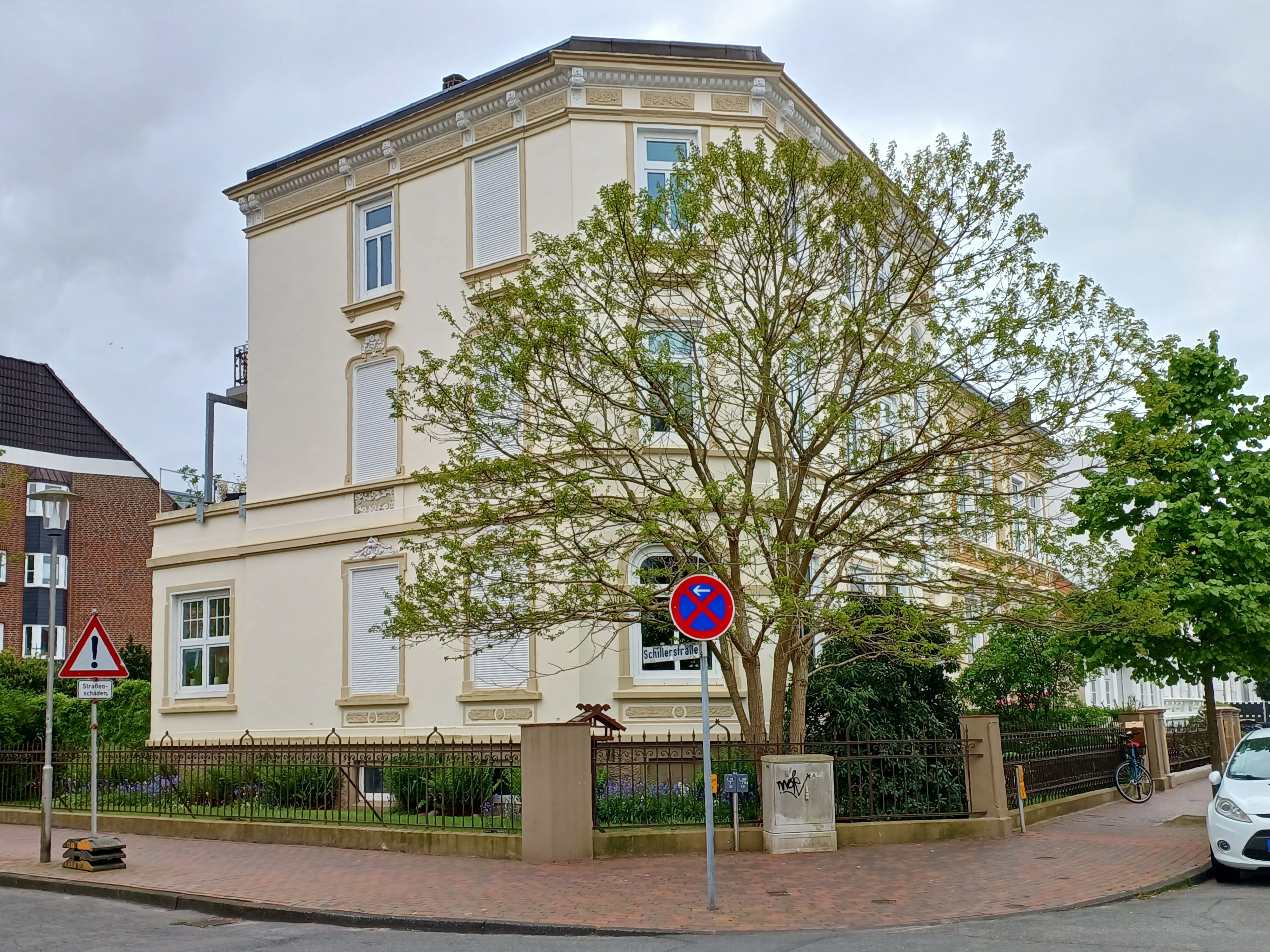
Mehrfamilienhaus Catharinenstraße 61 (2023)

Das Mehrfamilienhaus Catharinenstraße 61 in der niedersächsischen Kreisstadt Cuxhaven im Landkreis Cuxhaven stammt vom Anfang des 20. Jahrhunderts. Aktuell (2024) wird es als Wohnhaus genutzt.
Das Gebäude steht unter Denkmalschutz (siehe auch Liste der Baudenkmale in Cuxhaven).

## Geschichte und Beschreibung
Um 1900 wurde westlich des Grünen Wegs in Cuxhaven auf den Ländereien der Gärtnerei Otto Höpcke ein Wohngebiet neu erschlossen. Stil-, material- und regionstypische ein- bis viergeschossige Bauten der Zeit entstanden. Die Straße entstand 1892/94, die Bürgersteige 1912. Sie wurde nach Catharina Höpcke, der Mutter des Erbauers, benannt.
Das dreigeschossige traufständige vierachsige verputzte Eckgebäude auf Keller mit Flachdach wurde um 1902/05 gebaut. Die mit floralen Stuck- und Putzornamenten geschmückte Straßenfassade wurde gestaltet mit mehrfach gestuften aufwändigen Traufgesimsen, geschossteilendem geschmückten Brüstungsband sowie teils bekrönten Fensterrahmungen. Der seitliche Eingang ist in einer etwas zurückstehenden Achse.
Das Haus gehört zu einer Gruppe denkmalgeschützter Wohnhäuser der Catharinenstraße Nr. 2–13, Nr. 17–18, Nr. 23–25, Nr. 46–50 und Nr. 55–64.
Auch die bauzeitliche Einfriedung des kleinen Vorgartens, mit Mauersockel und Mauerpfeilern, dazwischen ein schmiedeeiserner Zaun, ist denkmalgeschützt.
Das Landesdenkmalamt befand u. a.: „… Die Wohnsiedlung bietet heute noch das geschlossene Bild eines von schmalen, oft noch durch die originalen Einfriedungen abgegrenzten Vorgärten geprägten Straßenzugs mit offener Wohnbebauung.“